# Kleine boomwrat
De kleine boomwrat (Lycogala exiguum) is een slijmzwam behorend tot de familie Reticulariidae. Hij leeft saprotroof op loofhout. 

## Kenmerken
De vruchtlichamen zijn 2 tot 4 mm in diameter. Ze zijn bedekt met zeer donkere schubben. De sporenmassa is fel roze en 4,5–6 µm in diameter. De schubben zijn microscopisch gezien duidelijk gekamerd. De cellen hebben duidelijk wanden die ook ongeveer gelijke grootte hebbe.

## Verspreiding
In Nederland komt de kleine boomwrat zeldzaam voor.

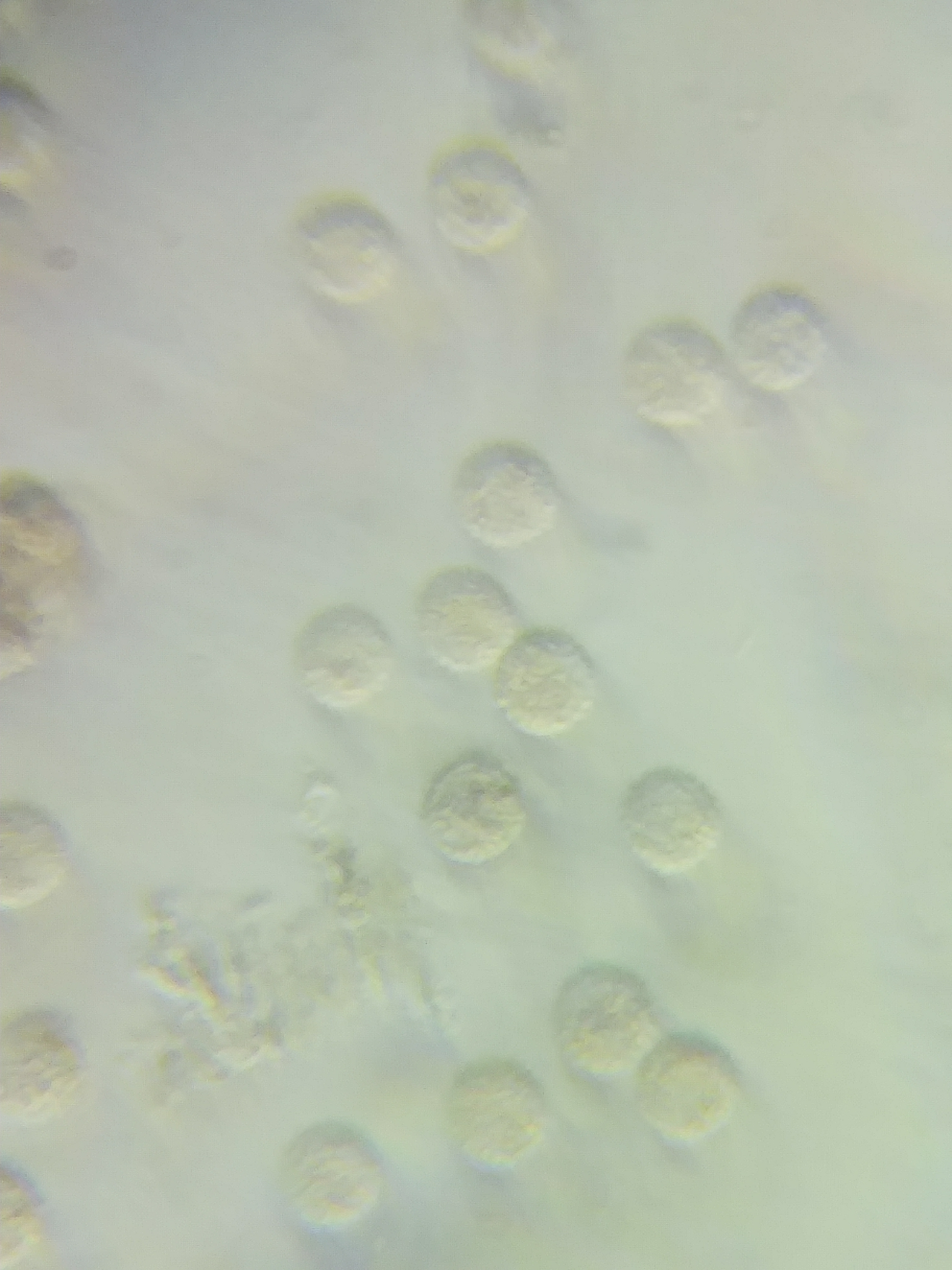
Sporen